# عيادة أغنيو (لوحة)
عيادة أغنيو (بالإنجليزية: The Agnew Clinic)‏ هي لوحة زيتية من عام 1889 بريشة الفنان الأمريكي توماس إيكنز. رسمت أللوحة لتكريم عالم التشريح والجراح البروفيسور ديفيد هايز أغنيو، عندما تقاعده عن التدريس في جامعة بنسلفانيا. أللوحة الآن في جامعة بنسيلفانيا.

## خلفية
تصور اللوحة الدكتور أغنيو وهو يجري عملية لاستئصال جزئي للثدي. يقف أغنيو في المقدمة اليسرى ممسكًا بمشرط. كما يحضر الدكتور ج. ويليام وايت وهو يضع ضمادة على المريض. الدكتور جوزيف ليدي (ابن شقيق عالم الحفريات جوزيف ليدي)، يقوم بقياس نبض المريض؛ والدكتور إلوود ر. كيربي، يجراء التخدير. في الخلفية، كما تتواجد ممرضة غرفة العمليات، ماري كليمر، وطلاب كلية الطب بجامعة بنسلفانيا هم الجمهور. كذلك وضع الفنان إيكنز نفسه في اللوحة - وهو أقصى الزوج خلف الممرضة، تسجل اللوحة، أيضًا، الانتقال الهام، لمعرفة الفنان في غضون 14 عامًا، من لوحته السابق عيادة غروس (1875) -التي كان الاطباء يرتدون فيها معاطف سوداء وملابس طبيعية - إلى «المعاطف البيضاء» لعام 1889. تعتبر اللوحة أكبر عمل لايكنز. تم تكليفه بمبلغ 750 دولارًا (ما يعادل 21342 دولارًا اليوم) في عام 1889 من قبل ثلاثة فصول جامعية في جامعة بنسلفانيا، لتكريم الدكتور أغنيو بمناسبة تقاعده.  اكتملت اللوحة بسرعة، في ثلاثة أشهر، بدلاً من العام الذي استغرقه إيكنز في رسم عيادة غروس. نحت إيكنز نقشًا لاتينيًا في إطار اللوحة. ترجمت، تقول: «دكتور هايز أغنيو أكثر الجراحين خبرة، كاتب ومعلم، الرجل الأكثر تبجيلًا ومحبة.» 

## الأسلوب

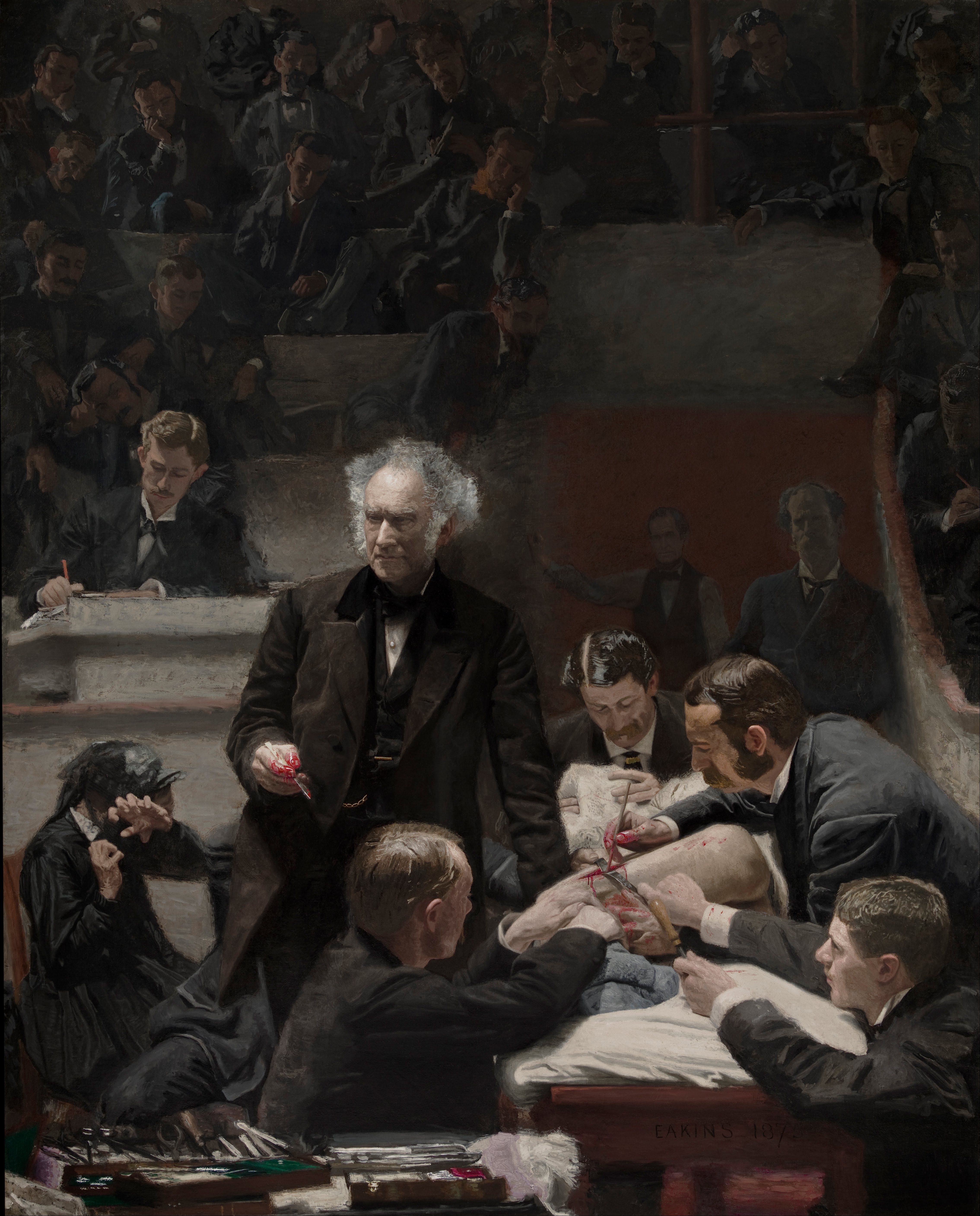
عيادة غروس بريشة توماس إيكنز تصور اللوحة الدكتور صموئيل د جروس ، يلقي محاضرة على مجموعة من الطلاب أثناء أجراء عملية جراحية. اللوحة ضمن مجموعة متحف فيلادلفيا للفنون ، بنسيلفانيا.

العمل هو مثال رئيسي على الواقعية العلمية لإيكنز. يكاد يكون التقديم دقيقًا من الناحية التصويرية - لدرجة أن مؤرخي الفن تمكنوا من التعرف على كل شخص تم تصويره في اللوحة، باستثناء المريض.  إنه يكرر إلى حد كبير موضوع لوحتة السابق عيادة غروس (1875)، الموجودة في متحف فيلادلفيا للفنون. كذلك تعكس اللوحة موضوع وعلاج درس التشريح الشهير الذي رسمه رامبرانت في لوحة درس التشريح مع الدكتور تولب (1632) (في متحف موريتشيس في لاهاي بهولندا)، وصور أخرى سابقة للجراحة العامة مثل واجهة كتاب بنية جسم الإنسان لدكتور التشريح أندرياس فيزاليوس (1543)، والمشهد الرابع من ويليام هوغارث في لوحة أربع مراحل للقسوة (1751).

## الممرضة ماري كليمر
يتم تصوير طلاب الفصل الطبي لعام 1889 الذين كلفوا إيكنز برسم اللوحة على أنهم جمهور الجراحة - كما تشير المؤرخة أماندا ماهوني  ، يمكن تحديد جميع الأفراد الذين تم تصويرهم في العمل بالاسم، باستثناء المريض - وهذا يخلق جمهور طلاب الطب الذكور تركيبة تسلط الضوء على ديناميكيات القوة بين المذكر والمؤنث في التسلسل الهرمي الطبي الأكاديمي. تقف المرأة ذات الرداء الأبيض في قلب الرعاية الطبية للمريضة لكنها منفصلة في أنوثتها - الممرضة ماري كليمر، التي تعمل بمثابة «النظير البنيوي» للجراح أغنيو في تكوين اللوحة، وهي الشخصية الأخرى الوحيدة على نفس المستوى كجراح.
تم اعتماد ماري كليمر من قبل مستشفى جامعة بنسلفانيا كأول ممرضة مدربة في غرفة العمليات في فيلادلفيا، ولدت ماري في كليمر في مقاطعة ميرسر، نيو جيرسي ، في عام 1861 لأحد قدامى المحاربين البارزين في الحرب الأهلية. في سن 28، التحقت كليمر بمستشفى مدرسة تدريب الممرضات بجامعة بنسلفانيا. تخرجت كليمر في عام 1889 على رأس فصلها،  وكانت من بين أوائل خريجي مدرسة تدريب الممرضات التابعة للجامعة، والتي تأسست عام 1886. حصلت كليمر على جائزة نايتنجيل لرعايتها المتميزة للمرضى ومنحتها الدراسية. على نحو ملائم، غابت كليمر عن حفل تخرجها من مدرسة التدريب لأنها كانت تقدم رعاية طارئة لضحايا فيضان ويليامسبورت عام 1889 
يقرأ بعض مؤرخي الفن أن حضور كلايمر في اللوحة المتعاطف مع المريضة، تنظر كليمر إلى ألاسفل في الشكل الأنثوي الموضوعي وتشعر بالارتباط بجسد آخر منفصل عن التسلسل الهرمي للمستشفى الذي يهيمن عليه الذكور. يجادل آخرون بأن وجود كليمر يتحدى هذه الديناميكية، يوضح وجود كليمر التقدم التقني المتزايد في التمريض والطب، ووضعها في المشهد هو إشارة إلى المساهمات في الصرف الصحي والتنظيم التي جلبتها الممرضات إلى غرفة العمليات. قد لا تنظر كليمر إلى الشكل الأنثوي بتعاطف ولكن باهتمام رائع من ممرضة غرفة العمليات المدربة، والتي تراقب عن كثب حالة مريضتها وتتوقع احتياجات الفريق الجراحي. 

## جدل
تعتبر لوحة عيادة أغنيو واحدة من أكثر أعمال إيكنز إثارة للجدل. كان قراره بتصوير امرأة عارية جزئيًا في غرفة مليئة بالرجال (على الرغم من أنهم أطباء، وفي بيئة طبية لا يمكن إنكارها) مثيرًا للجدل. تم رفض عرض أللوحة في أكاديمية بنسلفانيا للفنون الجميلة في عام 1891 ، وفي جمعية الفنانين الأمريكيين في نيويورك في عام 1892. وقد تم أنتقادها عندما عرضت في المعرض الكولومبي العالمي في شيكاغو عام 1893.

## الأعمال ذات الصلة
قام إيكنز بعمل رسومات التحضيرية لعيادة أغنيو - رسم للدكتور ديفيد هايز أغنيو، ودراسة زيتية لـ أغنيو، ورسم تخطيطي للعمل بأكمله. من المحتمل أن تكون الدراسات الفردية لجميع الشخصيات الـ 33 قد أجريت، لكن لم يُعرف بقاء أي منها. رسم إيكنز لاحقًا نسخة بالأبيض والأسود، خاصة ليتم تصويرها وإعادة إنتاجها كحفر ضوئي. قام صديقه وتلميذه، صمويل موراي، بتصميم تمثال صغير لإيكنز أثناء العمل على اللوحة.

اعتبارًا من عام 2009 ، كانت عيادة أغنيو على سبيل الإعارة من جامعة بنسلفانيا إلى متحف فيلادلفيا للفنون. 

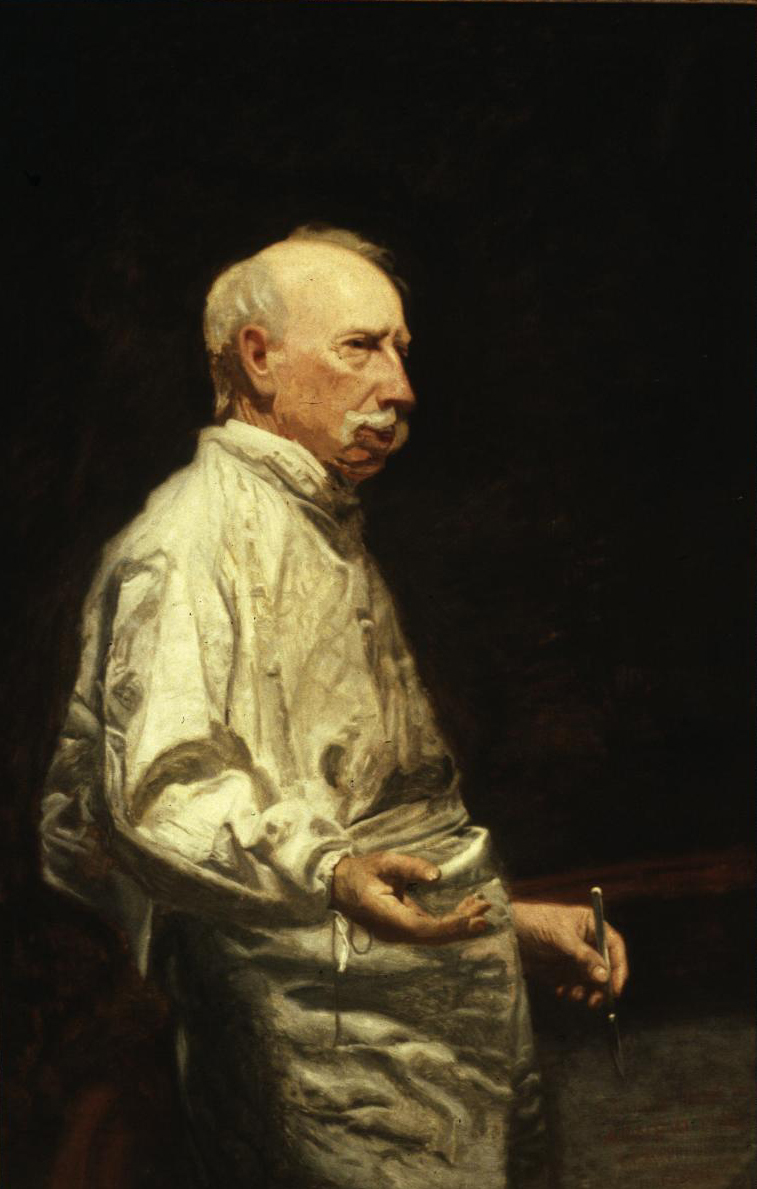
دراسة زيتية للدكتور اغنيو ، بجامعة ييل
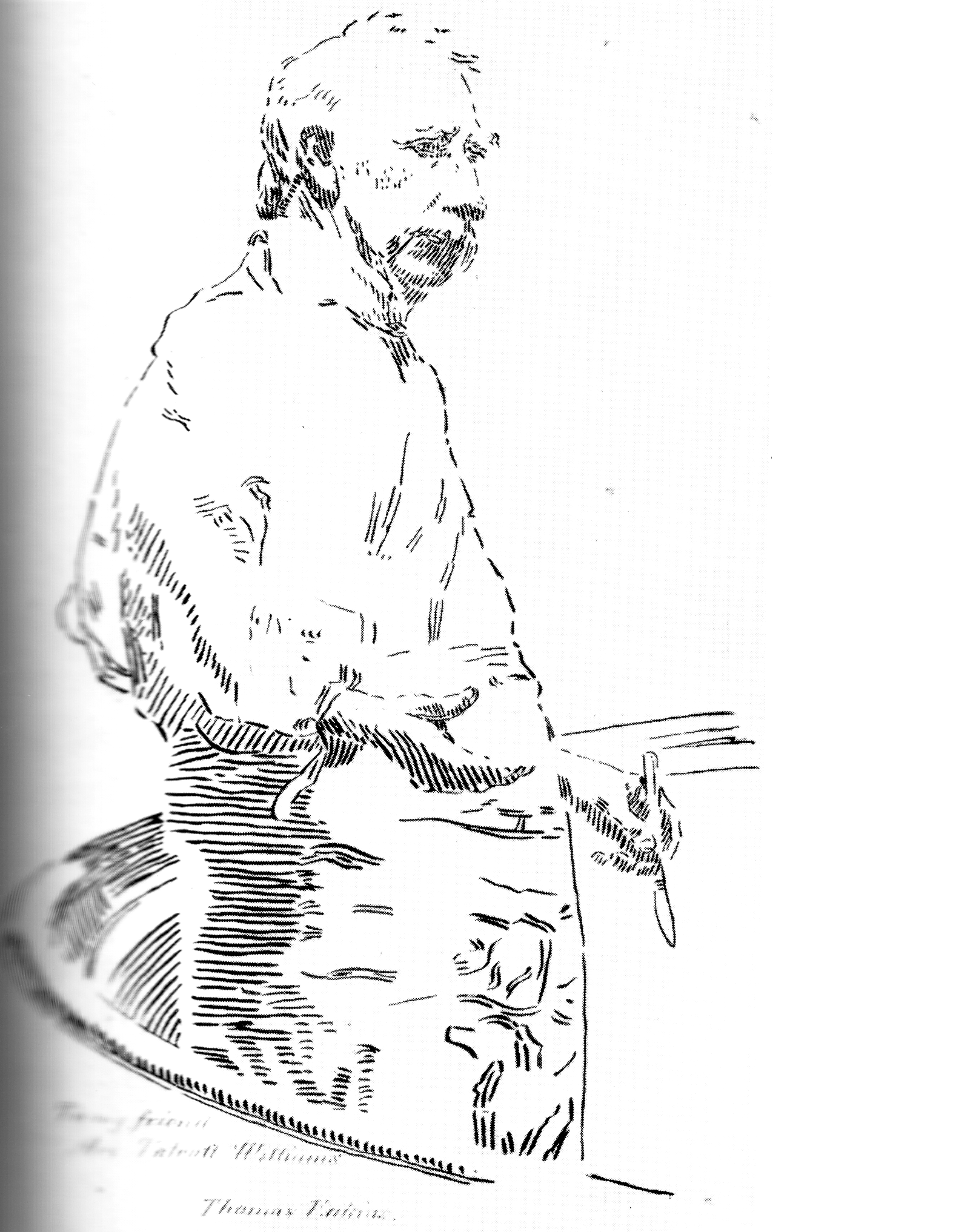
رسم للدكتور أغنيو ، متحف فيلادلفيا للفنون
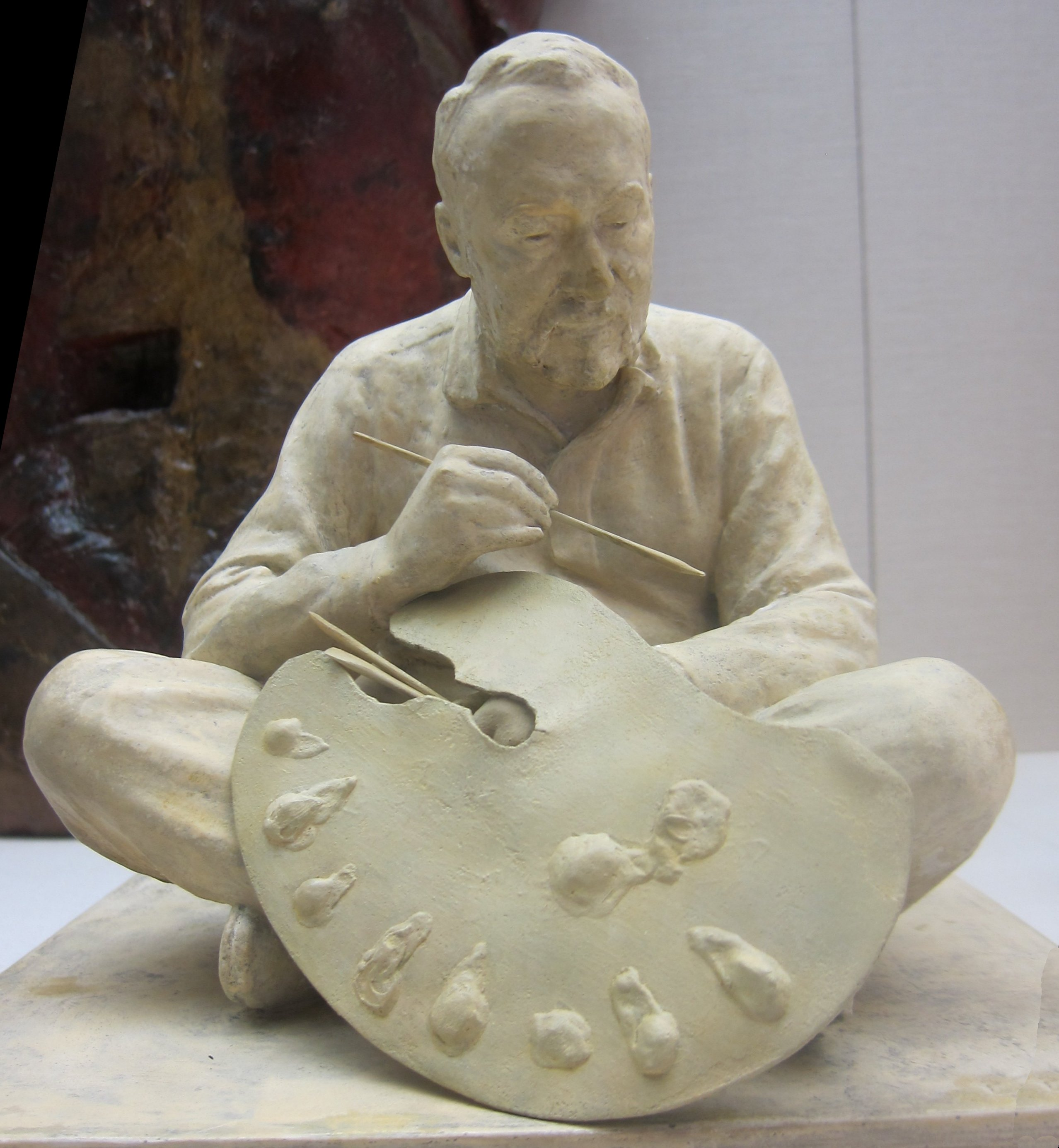
توماس إيكنز وهو يعمل على عيادة اغنيو بواسطة صمويل موراي
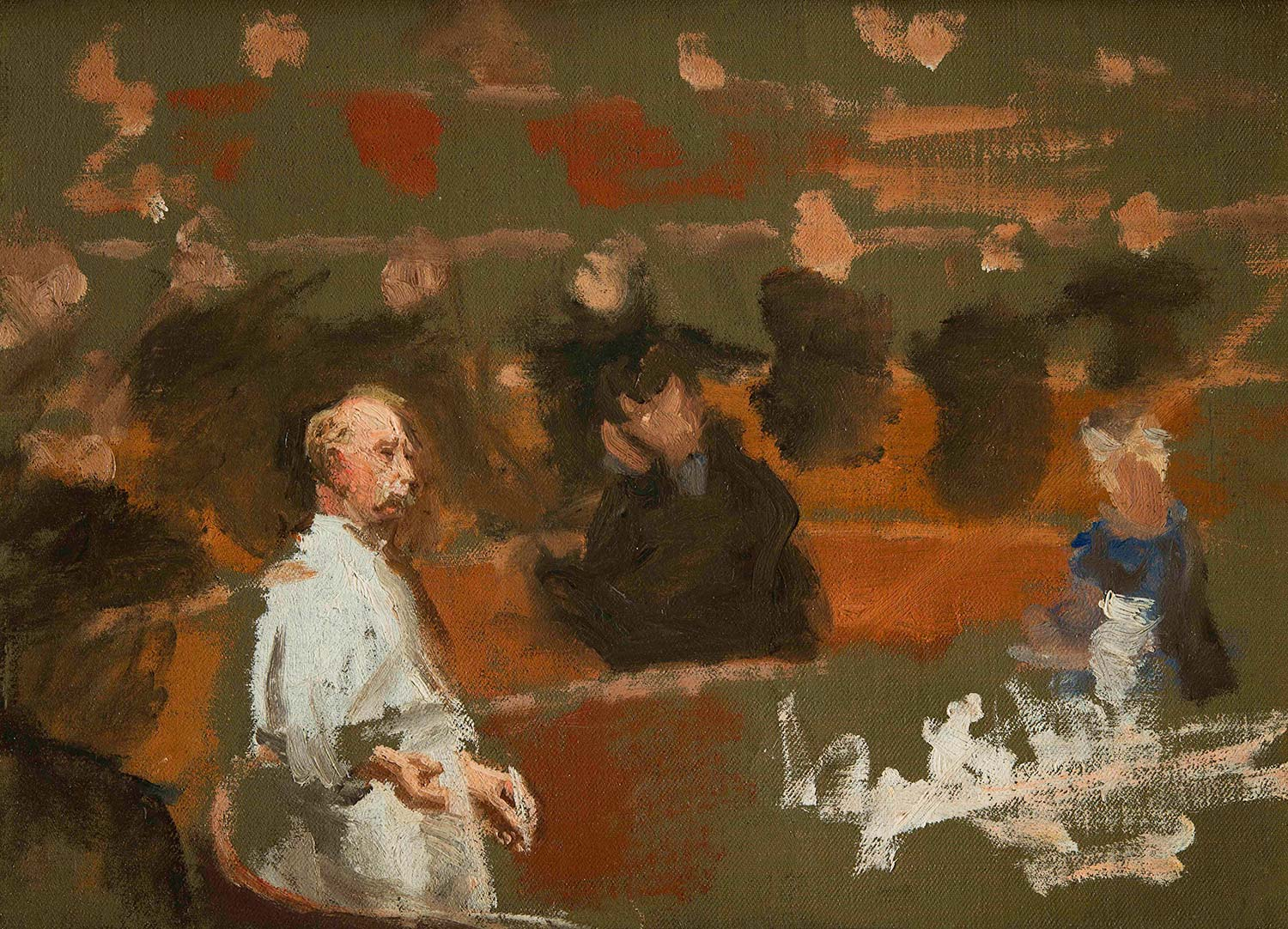
رسم تكويني ، مجموعة خاصة.

## الرسام

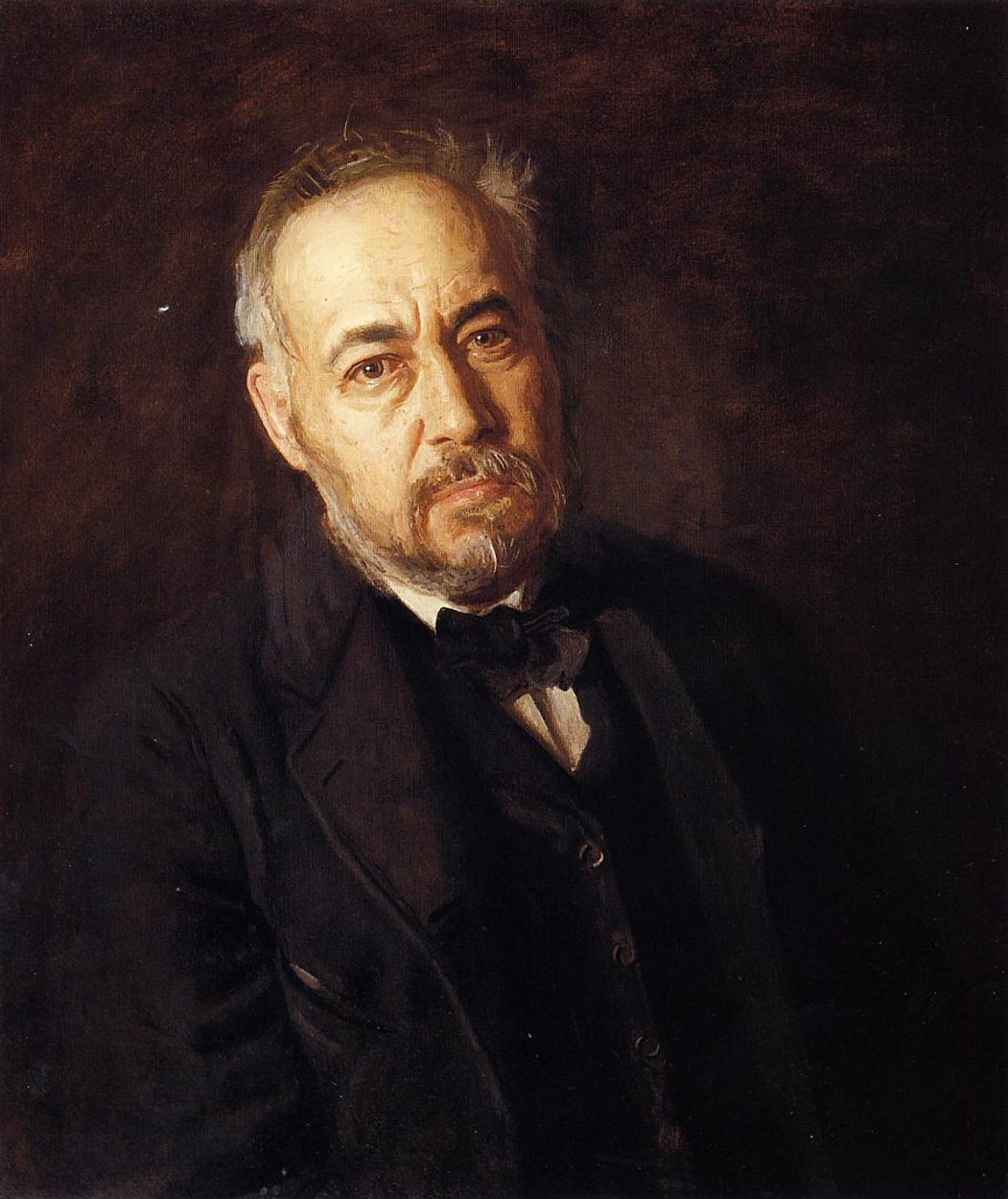
توماس كوبرثويت إيكنز

كان توماس كوبرثويت إيكنز (المولود في 25 من يوليو 1844م – 25 من يونيو 1916م) رسامًا تابع للمدرسة الواقعية، ومصورًا فوتوغرافيًا، ونحاتًا، ومعلمًا للفنون التشكيلية. وكان يُعرف بكونه أحد أهم الفنانين في تاريخ الفن الأمريكي. فطوال حياته الفنية، منذ أوائل سبعينيات القرن التاسع عشر وإلى أن بدأت صحته في التدهور بعد أربعين سنة تقريبًا، عمل إيكنز بشكل قاسٍ، مختارًا لسكان بلدته فيلادلفيا كمواضيع لأعماله. فقد قام برسم مئات اللوحات الفنية، كان أغلبها لأصدقائه، أو أفراد عائلته، أو أناس بارزين في الفنون، والعلوم، والطب، والدين. وإجمالاً، تقدم لوحاته نظرة عامة للحياة الفكرية لمدينة فيلادلفيا في أواخر القرن التاسع عشر وأوائل القرن العشرين؛ فكل منها على حدة، يشكل تصويرًا ثاقبًا للأشخاص المفكرين. وعلاوة على ذلك، قدم إيكنز عددًا من اللوحات الكبيرة التي تناولت موضوعات من خارج غرفة الرسم كالمكاتب، والشوارع، والحدائق، والأنهار، والساحات، والمدرجات الجراحية في مدينته. كما سمحت له هذه الأماكن المفتوحة برسم المواضيع الأكثر إلهامًا بالنسبة له: حركة الشخصيات العارية أو خفيفة الملابس. وقد كان بإمكانه صياغة أشكال الجسم في ضوء الشمس الكامل خلال عملية الرسم، وخلق صور من الفضاء السحيق باستخدام دراسته لفن الرسم المنظوري. كما كان عمله كمدرس لا يقل أهميةً عن كونه رسامًا. كان إيكنز كمعلم شخصية بالغة التأثير في الفن الأمريكي. وكانت الصعوبات التي عانى منها كفنان في سعيه لرسم صورة واقعية وشخصية تتوازى أو أحيانًا تتضخم في حياته المهنية كمعلم، حيث الفضائح السلوكية والجنسية التي اقتطعت نجاحه وضرت بسمعته. كما كان إيكنز يهتم اهتمامًا كبيرًا بالتكنولوجيا الجديدة في حركة التصوير الفوتوغرافي، وهو يعتبر من المبتكرين في هذا المجال. كان إيكنز شخصية مثيرة للجدل، لم تلق أعمله سوى القليل من الاعتراف الرسمي خلال حياته. ومنذ وفاته، يقوم مؤرخو الفن بالاحتفاء به «كأقوى الفنانين الواقعيين وأكثرهم عمقًا في الفن الأمريكي في القرن التاسع عشر وأوائل القرن العشرين».